# Dinocephalus ornatus
Dinocephalus ornatus là một loài bọ cánh cứng trong họ Cerambycidae.